# Abisko naturvetenskapliga station (naturreservat)
Abisko naturvetenskapliga station är ett drygt 50 hektar stort naturreservat i anslutning till Abisko naturvetenskapliga station vid gränsen till Abisko nationalpark i Kiruna kommun. Reservatet inrättades 1982 för bl.a. forskningsändamål.